# Tanto (singel)
Tanto – singel Pabla Alborána, wydany 9 września 2012, pochodzący z albumu o tym samym tytule. Utwór został napisany i skomponowany przez samego wokalistę, a za produkcję odpowiadał Manuel Illán.
Singel był notowany na 2. miejscu na oficjalnej liście sprzedaży w Hiszpanii i został wyróżniony platynowym certyfikatem w tym kraju za przekroczenie progu 40 tysięcy sprzedanych kopii. Utwór zdobył nominację do międzynarodowych nagród Latin Grammy Awards 2013.

## Lista utworów
- Digital download[1]

1. „Tanto” – 4:16

## Notowania

### Pozycje na listach sprzedaży
| Kraj              | Notowanie (2012/2013) | Najwyższa pozycja | Certyfikat | Sprzedaż |
| ----------------- | --------------------- | ----------------- | ---------- | -------- |
| Hiszpania         | PROMUSICAE            | 2                 | platyna    | 40 000+  |
| Stany Zjednoczone | Hot Latin Songs       | 49                |            |          |

## Nominacja
| Rok  | Nagroda             | Kategoria   | Rezultat  |
| ---- | ------------------- | ----------- | --------- |
| 2013 | Latin Grammy Awards | Rekord roku | Nominacja |